# 1920 en combiné nordique
| Années du combiné nordique : 1917 - 1918 - 1919 - 1920 - 1921 - 1922 - 1923    |
| Décennies du combiné nordique : 1890 - 1900 - 1910 - 1920 - 1930 - 1940 - 1950 |

Cette page reprend les résultats de combiné nordique de l'année 1920.

## Festival de ski d'Holmenkollen
L'édition 1920 du festival de ski d'Holmenkollen fut remportée par le norvégien Thorleif Haug, qui signait là sa deuxième victoire consécutive dans cette épreuve. Le deuxième de la course fut Johan Grøttumsbråten, devant un troisième norvégien, Einar Landvik.

## Championnats nationaux

### Championnat d'Allemagne
L'épreuve du championnat d'Allemagne de combiné nordique 1920 fut remportée par Hans von der Planitz.

### Championnat de Finlande
Les résultats
du championnat de Finlande 1920
manquent.

### Championnat de France
Les résultats
du championnat de France 1920,
organisé à Chamonix,
manquent.

### Championnat d'Italie
Le championnat d'Italie 1920 fut remporté par le tenant du titre, Dino Castelli : ce dernier avait remporté en 1915 le dernier championnat en date.

### Championnat de Norvège
Le championnat de Norvège 1920 se déroula à Elverum, sur le Vindheia.
Le vainqueur fut Harald Økern. Il devança les deux précédents tenants du titre, Thoralf Strømstad & Otto Aasen.

### Championnat de Pologne
1920 est l'année de la création du championnat de Pologne de combiné nordique. Il fut remporté par Franciszek Bujak, du club SNPTT Zakopane.

### Championnat de Suède
Le championnat de Suède 1920 a distingué Ejnar Olsson, du club Djurgårdens IF, qui remportait là son sixième titre, dix ans après le premier.

### Championnat de Suisse
Le Championnat de Suisse de ski 1920 a eu lieu à Klosters.
Le champion 1920 fut Anton Maurer, de Davos.